# Achilla nyx
Achilla nyx är en insektsart som beskrevs av Alexander Fyodorovich Emeljanov 2005. Achilla nyx ingår i släktet Achilla och familjen vedstritar. Inga underarter finns listade i Catalogue of Life.